# 河北工业大学附属实验学校
河北工业大学附属实验学校，原为天津市第八十中学，简称八十中，位于天津市红桥区光荣道39号，始建于1962年，2022年10月21日，正式更名为河北工业大学附属实验学校。目前，河北工业大学附属实验学校是天津市红桥区区级重点中学。

## 历史
1962年，天津市第八十中学建校。1995年，天津市第八十中学开设高中美术班。
2022年10月21日，天津市红桥区人民政府与河北工业大学签署合作办学协议，天津市第八十中学正式更名为河北工业大学附属实验学校。